# Oława (flod)

Oława (tysk: Ohle) er en biflod fra venstre til floden Oder, der er 99,01 km lang og har et afvandingsområde på 1.167,4 km2. 

## Udspring
Floden har sit udspring i en højde af cirka 315 moh. i Sudeternes forbjerge oven for Lipniki i Kamiennik Gmina. Bortset fra kildeområdet løber den gennem urbaniserede og industrialiserede områder. Den løber gennem Ziębice, Strzelin, Wiązów, Oława, Siechnice og Wrocław, hvor den løber ud i Oder.
Floden har ingen større bifloder undtagen Krynka og Gnojna. Oława er af særlig betydning i det provinsielle overvågningsnetværk på grund af det faktum, at det leverer drikkevand til Wrocław. I den nederste del (hovedsageligt nedenfor mundingen af Psarski-kanalen) bruges floden til kanosejlads.